# Počeci
Počeci su godišnjak franjevačkih bogoslova Franjevačke provincije Presvetog Otkupitelja, studenata teologije na Katoličkome bogoslovnom fakultetu Sveučilišta u Splitu. Prvi broj časopisa izišao je 1996. godine.
Glavni urednici bili su fra Joško Kodžoman, Goran Kalašević, fra Josip Sušić, fra Ivan Macut, fra Ivan Režić, fra Šimun Markulin, fra Dujo Jukić, fra Jerko Kolovrat, fra Milan Sladoja i fra Nikola Dominis. Priloge potpisuju uglavnom bogoslovi te stručnjaci humanističkih znanosti. Teološko-filozofskog je usmjerenja, čemu se pridodaju meditacije, pjesme, razgovori, aktualna zbivanja u Redu Manje braće (OFM) i Provinciji.

## Povezani časopisi
- LiST[3]
- Odraz[4]